# 綜合教育センター
株式会社綜合教育センター（そうごうきょういくセンター）は、東京都文京区に本部を置く出版社である。

## 概要
- 本社所在地 - 東京都文京区本郷5丁目33番10号
- 沿革 1973年（昭和48年） - 設立

## 幼児教室
ショッピングセンターなどでめばえ教室を運営していた。2021年に学研グループの学研エデュケーショナルに幼児教室事業を譲渡した。

## 未展開地域
いずれも2010年6月27日現在。めばえ教室が存在しない地域を指す。
岩手県、秋田県、山形県、富山県、福井県、
和歌山県、徳島県、高知県、愛媛県、島根県、山口県、沖縄県